# Sheezus
Sheezus es el tercer álbum de estudio de la cantante inglesa Lily Allen, lanzado el 2 de mayo de 2014 por Parlophone. El álbum es el primer trabajo de Allen desde su receso en 2009 tras el lanzamiento de su segundo álbum de estudio, It's Not Me, It's You (2009). En junio de 2012, Allen anunció que podría volver a la música, revelando que había estado grabando un nuevo álbum y que volvería al uso de su nombre profesional.
Sheezus se caracteriza por la colaboración de su productor habitual, Greg Kurstin junto con los gustos de Shellback, DJ Dahi y Fraser T Smith. Una vez lanzado, Sheezus recibió distintas opiniones positivas de los críticos de música, quienes alabaron el contenido lírico del álbum, la crítica social y la perspectiva pero algunos sintieron que le falta coherencia y que no está a la altura a los trabajos previos de Allen. El álbum debutó en el número uno en las listas de álbumes de Reino Unido, llegando a ser el segundo álbum de Allen en ser número.
El álbum fue precedido por el lanzamiento de dos sencillos. El primer sencillo «Hard out Here» fue lanzado el 17 de noviembre de 2013 y entró en la lista de sencillos de Reino Unido en el puesto número nueve. «Air Balloon» fue lanzado como el segundo sencillo del álbum, debutando en el número siete en las lista de sencillos de Reino Unido.

## Antecedentes
Allen lanzó su segundo álbum de estudio It's Not Me, It's You (2009), que vio un cambio de género hacia el synth pop, antes que las influencias del ska y del reggae usadas en su álbum debut, Alright, Still (2006). El álbum debutó en el número uno en la Lista de Álbumes de Reino Unido y en la Listas musicales de Australia y fue bien recibido por los músicos, observando la evolución y madurez musical de la cantante. Desprendió los exitosos sencillos «The Fear» y «Fuck You», sobre todo popular en Europa. Allen y Amy Winehouse fueron acreditadas con un inicio de un proceso que llevó a la proclamación de "mujer del año" por los medios en 2009 que nominó a cinco mujeres que hacen música de "experimentalismo y valentía" a los Mercury Prize. En 2009, Allen anunció que ella tomaría un tiempo de recesión de sus actividades musicales. El siguiente año, abrió una tienda de moda llamada Lucy in Disguise junto a su hermana Sarah, seguido del lanzamiento de su propio sello discográfico.

## Sencillos
«Hard out Here» fue lanzado como el primer sencillos del álbum el 17 de noviembre de 2013. Una vez lanzado, «Hard out Here» fue recibida con un reconocimiento de los críticos, con críticas elogiando el tema feminista de la canción. El sencillo debutó en el número nueve en las listas de sencillos de Reino Unido vendiendo 30.213 copias en su primera semana. El vídeo musical que acompaña a la canción fue objeto de controversia, con Allen acusada de racista por su uso de bailarinas en su mayoría negras de una manera supuestamente "desaprobadora". Allen respondió que la etnicidad no fue un factor en la contratación de las bailarinas, y el vídeo fue una alegre mirada satírica a la objetificación de la mujer en la música pop moderna.
«Air Balloon» estrenada en la BBC Radio 1 el 13 de enero de 2014, y fue lanzada el 20 de enero de 2014 como el segundo sencillo del álbum. La canción alcanzó el número siete en la lista de sencillos de Reino Unido.
«Our Time» fue lanzado como tercer sencillo del álbum el 10 de marzo de 2014, llegando al puesto cuarenta y tres en la lista de sencillos de Reino Unido. contó con los servicios de la radio en Reino Unido e Italia el 24 de marzo y 14 de abril, respectivamente.
«URL Badman» fue lanzado el 13 de julio de 2014 como el cuarto sencillo del álbum.

### Otras canciones
«Somewhere Only We Know» fue una versión de Keane lanzada el 10 de noviembre de 2013 aunque no es considerado como el primer sencillo oficial debutó en el número uno en la lista oficial de sencillos en Reino Unido durante tres semanas no consecutivas, dando a Allen dos sencillos en el top-ten de la lista, junto con Hard Out Here .
«Sheezus» fue lanzado como un sencillo promocional el 22 de abril de 2014. Según Allen, la canción no fue lanzado como un "sencillo oficial" debido a que usa la palabra "periodo".

## Lista de canciones
- Edición estándar

| Sheezus |                          |                                             |                  |                          |  |
| N.º     | Título                   | Escritor(es)                                | Productor(es)    | Duración                 |  |
| 1.      | «Sheezus»                | Lily Allen, Dacoury Natche                  | DJ Dahi          | 3:54                     |  |
| 2.      | «L8 CMMR»                | Allen, Greg Kurstin                         | Kurstin          | 3:24                     |  |
| 3.      | «Air Balloon»            | Allen, Shellback                            | Shellback        | 3:48                     |  |
| 4.      | «Our Time»               | Allen, Kurstin                              | Kurstin          | 4:19                     |  |
| 5.      | «Insincerely Yours»      | Allen, Kurstin                              | Kurstin          | 3:39                     |  |
| 6.      | «Take My Place»          | Allen, Kurstin, Karen Poole                 | Kurstin          | 3:31                     |  |
| 7.      | «As Long as I Got You»   | Allen, Kurstin, Poole                       | Kurstin          | 3:23                     |  |
| 8.      | «Close Your Eyes»        | Allen, Kurstin                              | Kurstin          | 3:36                     |  |
| 9.      | «URL Badman»             | Allen, Kurstin                              | Kurstin          | 3:39                     |  |
| 10.     | «Silver Spoon»           | Allen, Kurstin                              | Kurstin          | 3:37                     |  |
| 11.     | «Life for Me»            | Allen, Kurstin, Poole                       | Kurstin          | 4:00                     |  |
| 12.     | «Hard out Here»          | Allen, Kurstin                              | Kurstin          | 3:31                     |  |
| 13.     | «Interlude»              | Benhamin Garrett, Allen                     | Fryars (Garrett) | 1:38                     |  |
| 14.     | «Somewhere Only We Know» | Tom Chaplin, Richard Hughes, Tim Rice-Oxley | Paul Beard       | 3:28 total length: 49:40 |  |

| Edición Deluxe |                               |                             |                           |          |  |
| N.º            | Título                        | Escritor(es)                | Productor(es)             | Duración |  |
| 1.             | «Wind Your Neck In»           | Allen, Kurstin              | Kurstin                   | 3:19     |  |
| 2.             | «Who Do You Love?»            | Garrett, Allen              | Fryars (Garrett), DJ Dahi | 3:26     |  |
| 3.             | «Miserable Without Your Love» | Garrett, Allen              | Fryars (Garrett), DJ Dahi | 3:23     |  |
| 4.             | «Holding on to Nothing»       | Allen, Smith, Rice-Oxley    | Smith                     | 2:59     |  |
| 5.             | «Somewhere Only We Know»      | Chaplin, Hughes, Rice-Oxely | Beard                     | 3:26     |  |

## Posiocionamiento en lista

### Semanal
| Gráfico (2014)                      | Pico de posición |
| ----------------------------------- | ---------------- |
| Australia (ARIA)                    | 4                |
| Austria (Ö3 Austria)                | 23               |
| Bélgica (Ultratop flamenca)         | 31               |
| Bélgica (Ultratop valona)           | 35               |
| Canadá (Billboard Canadian Albums)  | 16               |
| República Checa (ČNS IFPI)          | 26               |
| Países Bajos (Album Top 100)        | 26               |
| Finlandia (Suomen Virallinen Lista) | 32               |
| Francia (SNEP)                      | 32               |
| Alemania (Offizielle Top 100)       | 20               |
| Hungría (MAHASZ)                    | 3                |
| Irlanda (IRMA)                      | 4                |
| Italia (FIMI)                       | 32               |
| Nueva Zelanda (Recorded Music NZ)   | 9                |
| Escocia (Scottish Albums Chart)     | 3                |
| España (PROMUSICAE)                 | 36               |
| Suiza (Schweizer Hitparade)         | 16               |
| Reino Unido (UK Albums Chart)       | 1                |
| Estados Unidos (Billboard 200)      | 12               |